# Aluminium en Afrique
L'aluminium en Afrique provient principalement de Guinée, du Mozambique et du Ghana. La Guinée est de loin le plus gros producteur d’Afrique et l’un des leaders mondiaux de la production d’aluminium et de bauxite ; voir « Production mondiale de mines de bauxite, réserves et base de réserve » dans l'article sur la bauxite.
Il existe de nombreuses entreprises impliquées dans le commerce de l'aluminium en Afrique. Les principaux exploitants de mines et fonderies comprennent :

## Afrique du Sud
- L’Afrique du Sud n’exploite pas la bauxite et ne raffine pas l’alumine ; BHP Billiton exploite deux fonderies à Richards Bay, dans le KwaZulu-Natal.

## Cameroun
- Ngaoundéré - tête de ligne (en)

## Ghana
- Ghana Bauxite, affiliée à Alcan
- Volta Aluminium Company (Valco)

## Guinée
- Rio Tinto Alcan
- Compagnie des bauxites de Guinée (CBG) - dans la région de Boké - le plus grand producteur de Guinée, affilié à Halco Mining, affilié à Alcan, Alcoa, Reynolds Metals, Pechiney, Comalco, etc.
- Société d'alumine de Guinée, ACG - exploitant le complexe de bauxite-alumine Friguia à Fria [1]
- Société des bauxites de Kindia SBK - appartenant à l’État, exploitant les opérations minières de Kindia ; exploité par Rusal (Russia Aluminium) et exporte de la bauxite en Ukraine
- Global Alumina Products Corporation, proposition d'opération de fusion à Conakry
- Kinia - raffinerie [1]
- Sangaredi
- Plus de 100 entreprises guinéennes de l'aluminium sont répertoriées sur la page d'information de MBendi sur la bauxite: Afrique: Guinée[2].

## Mozambique
- Mozal - Aluminium du Mozambique